# Menkea
Menkea là chi thực vật có hoa trong họ Cải.